# Hadena boursini
Hadena boursini là một loài bướm đêm trong họ Noctuidae.